# Доходный дом А. И. Нежинской
Доходный дом А. И. Нежинской (также известен как «Египетский дом») — историческое здание в Санкт-Петербурге. Расположен в Центральном районе города по адресу Захарьевская улица, дом № 23. Построен по проекту архитектора М. А. Сонгайло в 1911—1913 годах. Объект культурного наследия России регионального значения.

## История
Доходный дом строился в 1911—1913 годах для Алисы Ивановны Нежинской (ур. Перальта, по первому браку Фермор, ум. 1935; в некоторых источниках фигурирует как Лариса Ивановна Нежинская), жены действительного статского советника, адвоката Александра Семёновича Нежинского.
До революции в здании располагались квартиры, сдаваемые внаём, а также офисы бельгийского и румынского посольств. Во время войны здание не пострадало. В послевоенные годы в одном из помещений размещалась редакция журнала «Искусство Ленинграда». В настоящее время здание сохраняет функцию многоквартирного жилого дома. В первом этаже располагаются кафе и офисные помещения.
В 2001 году дом Нежинской был включен в список вновь выявленных объектов культурного наследия под номером 1704. В 2007 году в рамках городской программы реставрации фасадов дом реставрировался, однако ремонт велся с грубыми нарушениями: строительные леса крепились прямо к барельефам. После вмешательства организаций, ответственных за сохранение памятников архитектуры, ремонт был продолжен с использованием более щадящих методов. В 2009 г. дом был включен в Единый государственный реестр объектов культурного наследия (памятников истории и культуры) народов Российской Федерации в качестве памятника архитектуры регионального значения. В 2019 году здание вошло в перечень 255 многоквартирных домов — памятников архитектуры с особо сложными фасадами, которые предполагается отреставрировать по программе КГИОП «Наследие».

## Архитектура
Пропорции здания позволяют отнести его архитектурный стиль к неоклассицизму, приверженцем которого был Сонгайло, однако декор, отсылающий к древнеегипетской тематике, сближает эту постройку со стилем модерн. Дом Нежинской является одним из немногих примеров доходных домов в Санкт-Петербурге, декорированных в «египетском» стиле (другой известный пример — доходный дом М. И. Грибкова на Зверинской улице, 31). Фасад здания асимметричен, но в то же время две подчеркнутых эркерами оси в центральной части (в одной находится вход в подъезд, в другой — ворота во двор) создают иллюзию симметрии. Наиболее запоминающаяся деталь здания — декорирующая его центр и правое крыло колоннада с капителями в виде головы богини Хатхор. Этот мотив, вероятно, был позаимствован архитектором у храма богини Хатхор в Дандаре. В левой части здания колонны заменены пилястрами того же вида.
Входы на парадные лестницы охраняют статуи бога Ра в набедренных повязках, держащих в скрещенных на груди руках анхи. Головы их венчают солнечные диски со священными кобрами — уреями. Эркеры украшены медальонами с профилем фараона в обрамлении уреев. Верхние этажи украшены жанровыми барельефами, копирующими росписи погребальных камер египетских фараонов. Колонны в парадном имитируют колонны в храме Исиды на острове Филе. На стенах лестниц можно найти изображения лотоса — символа плодородия и царской власти в Древнем Египте, барельефы львов, птиц, богов и богинь.
В центре фасада находится арка, ведущая во внутренний двор. Её стены и потолок украшены изображениями крылатых солнечных дисков и летящих птиц. Египетская тема продолжается и во дворе. На уровне верхних этажей, у лифта — фигуры египетских царя и царицы, понизу — фриз из фигурок, силуэтом напоминающих кегли. Это изображения ушебти (такие фигурки укладывали в гробницы, они были призваны выполнять различные работы вместо усопшего, и эти обязательства записывали на самих фигурках). Декорирование фасадов зданий, выходящий во внутренние дворы-колодцы, в целом не характерно для петербургских доходных домов и в данном случае, по-видимому, было выполнено для привлечения квартиросъемщиков.

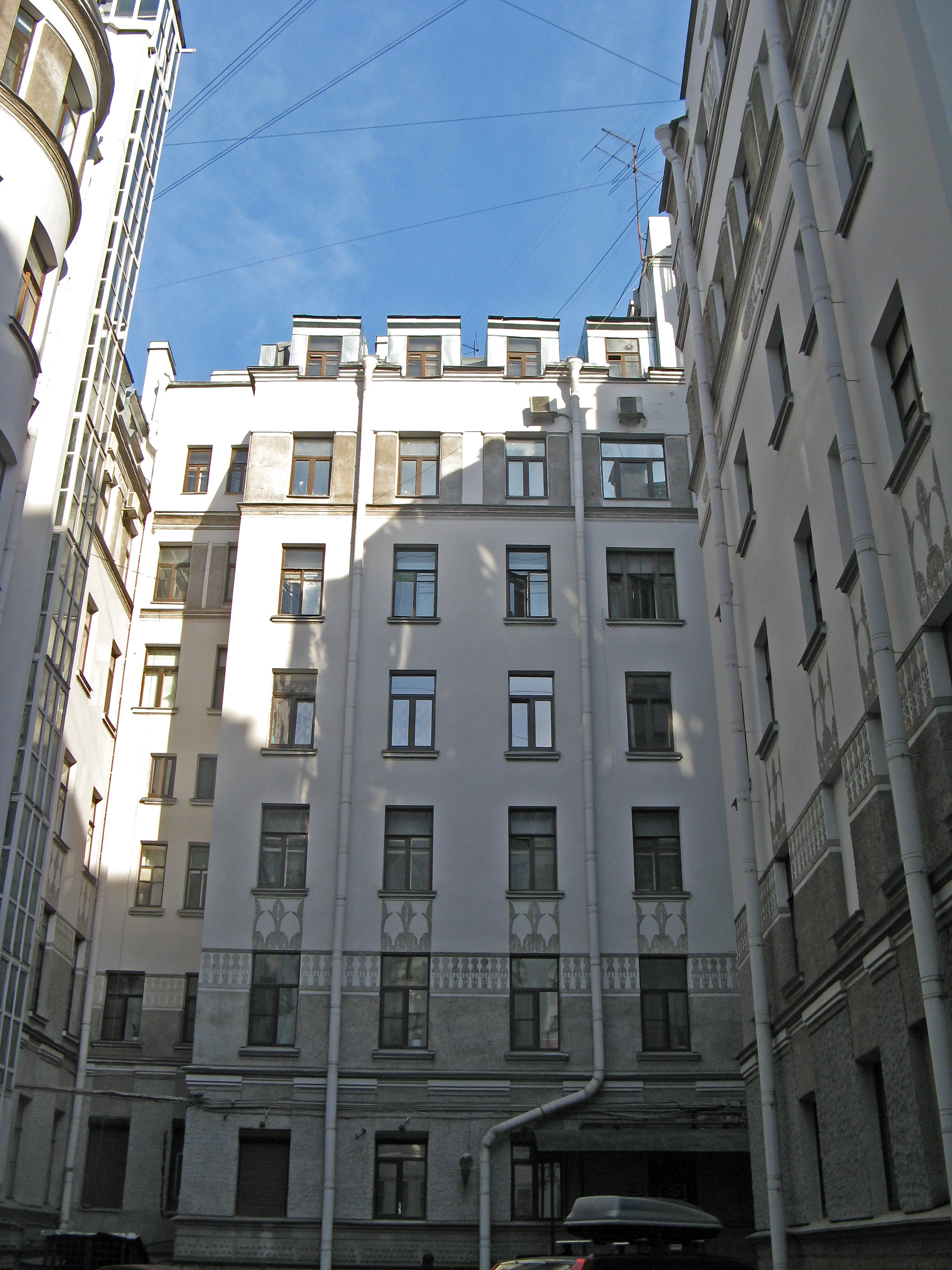
Двор доходного дома Нежинской
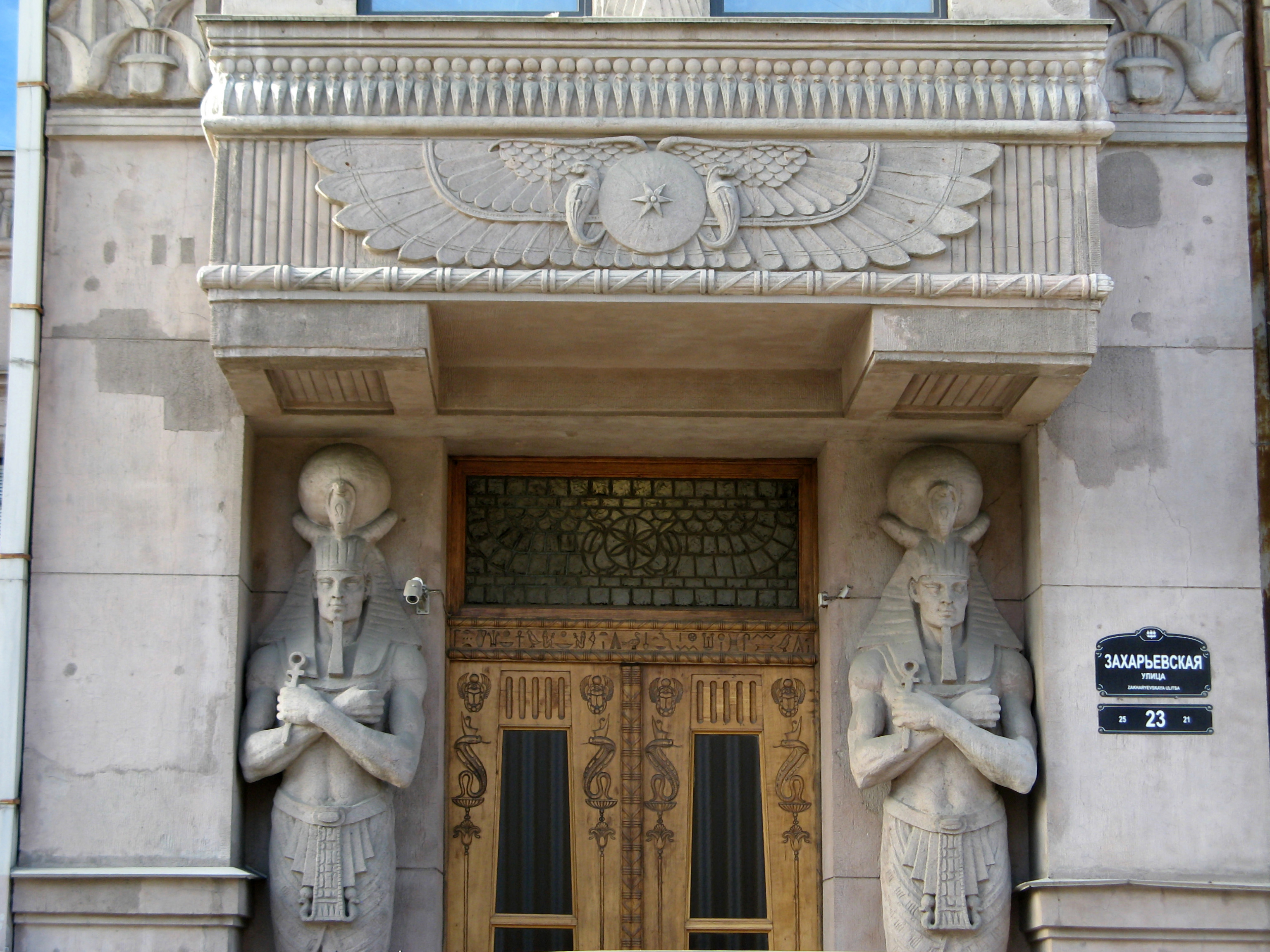
Элементы декора Египетского дома
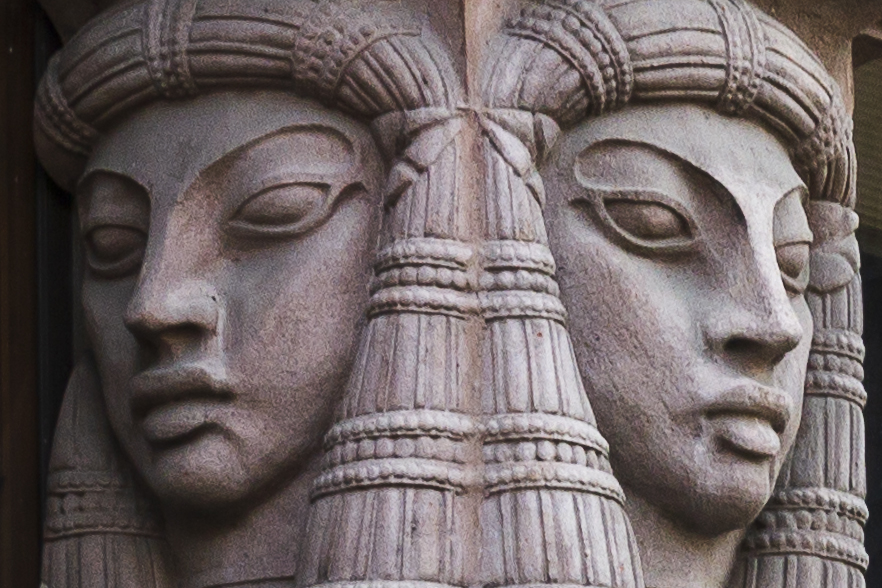
Элементы декора Египетского дома
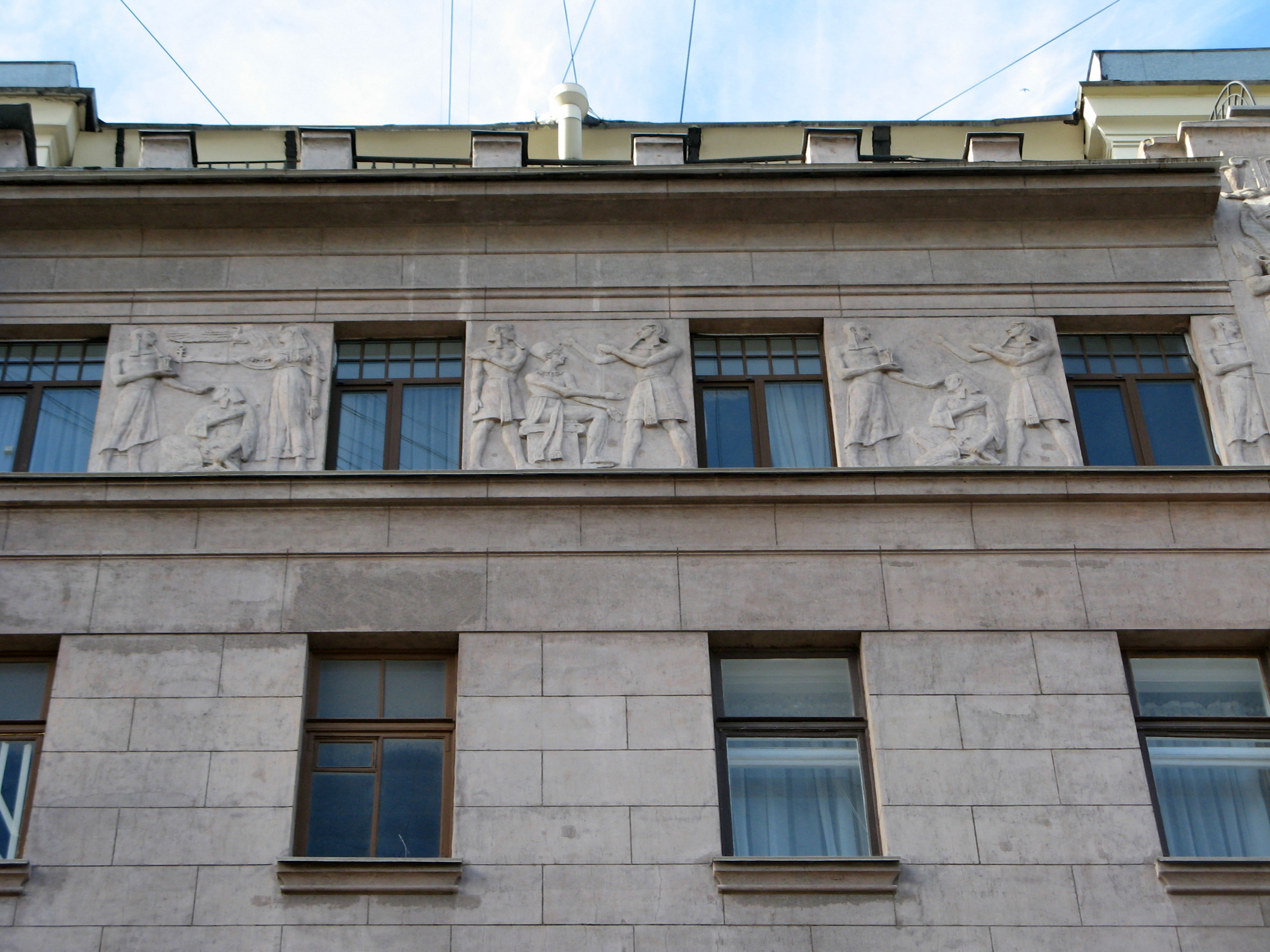
Элементы декора Египетского дома
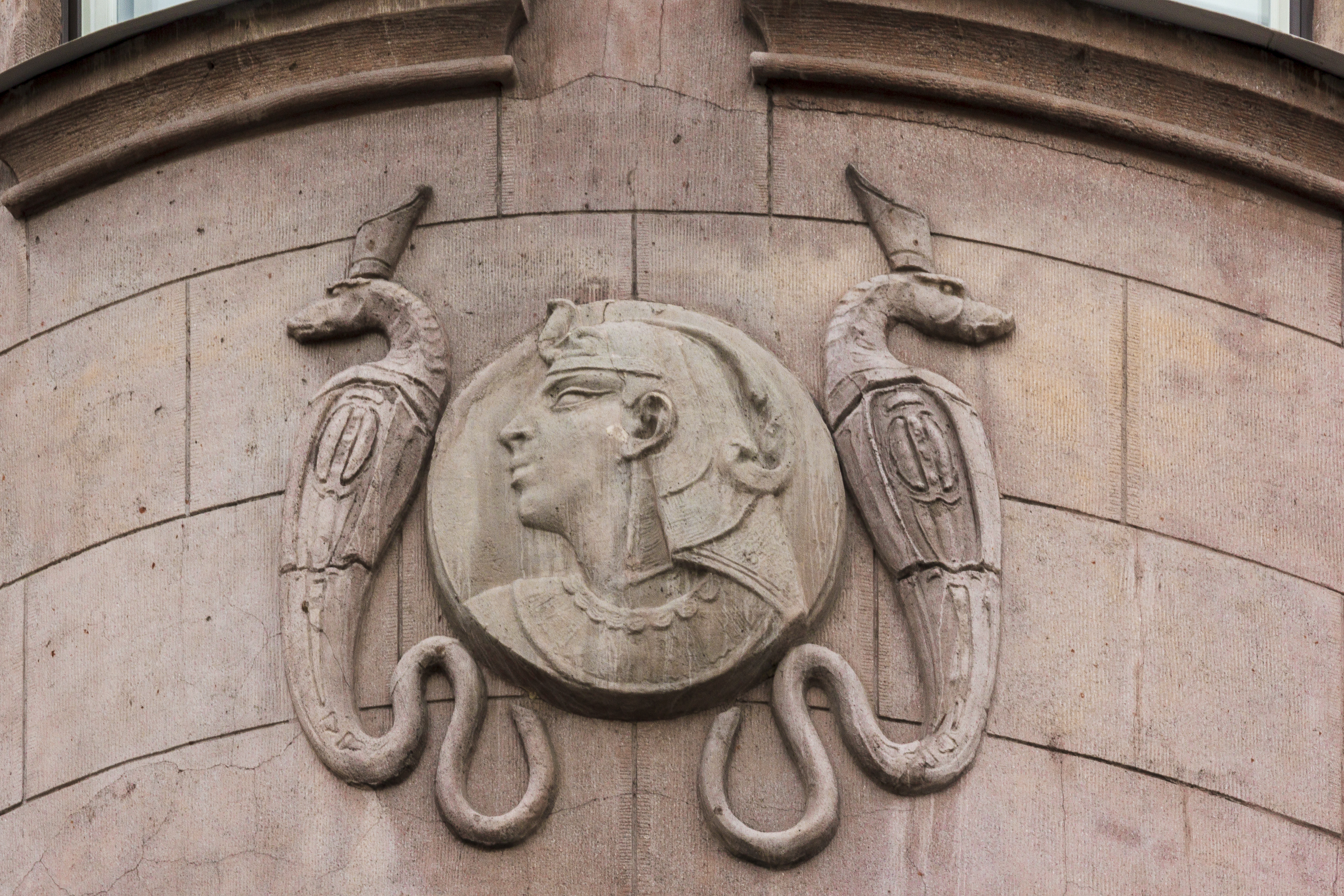
Элементы декора Египетского дома
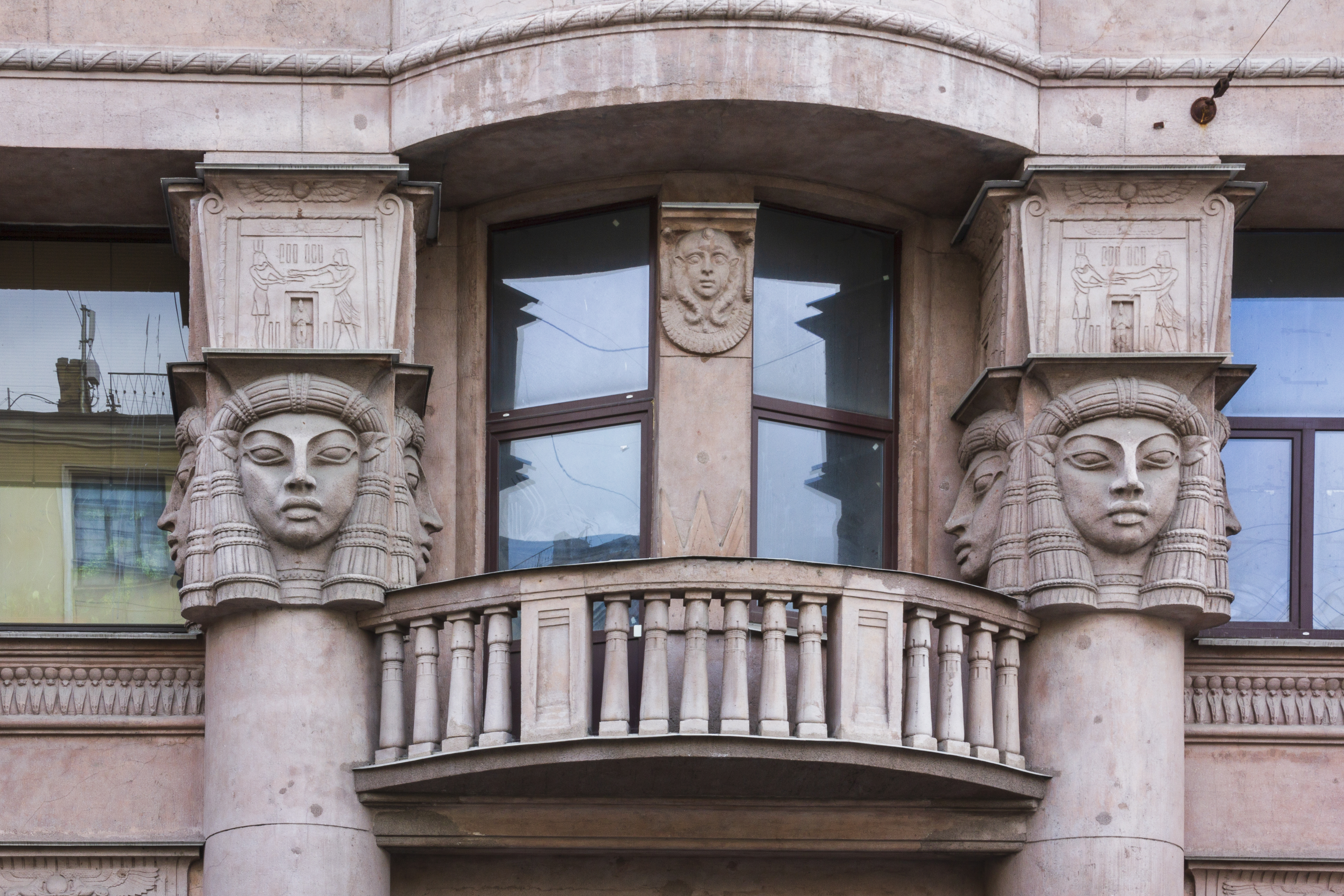
Балкон

## Городские легенды
Если в арке этого дома поцеловать возлюбленную, то ваш союз утвердят египетские боги. Влюбленные получат благословение Хатхор, секретарь небесной канцелярии Ра внесёт запись об этом союзе в свою книгу, после чего сам бог Солнца навеки соединит влюбленные сердца.